# 阪神・淡路大震災10周年「いのちを守るためにキャンペーン」
『阪神・淡路大震災10周年「いのちを守るためにキャンペーン」』（はんしん・あわじだいしんさいじゅうしゅうねん いのちをまもるためにキャンペーン）は、NHK総合テレビが、1995年1月17日に発生した阪神・淡路大震災から満10周年を迎えるのをきっかけに、改めて阪神・淡路大震災、並びに新潟県中越地震、スマトラ島沖地震（2004年）で浮き彫りになった防災上の課題を点検するとともに、10年を迎えた阪神・淡路地域の街の復興、人々の心のケアーなど、震災後の諸問題を検証し、防災やこれからの震災復興への関心を高めてもらうことを目指して2005年1月16日 18:10〜17日一杯（途中中断時間あり）をかけて展開した防災テレソン番組である。
番組では防災関係者、神戸に縁のある著名人をゲストに招き、これまでの10年間の歩み、課題などをビデオ資料や現地からの中継を交えて検証した。

## 総合司会
- 住田功一（大阪放送局アナウンサー、神戸出身）
- 上田早苗（放送センターアナウンサー、震災当時は大阪放送局在籍で、震災関連のドキュメントのナレーション多数）

## 放送内容
総合テレビのプログラム
- 1月16日
  - 18:10〜18:45 プロローグ・命守るために
  - 21:00〜21:55 NHKスペシャル「阪神・淡路大震災から10年（2）〜マンション再建 住民の選択」
  - 23:10〜17日 0:35 こころ見つめて（第1部：慰霊碑、第2部：2万人のアンケートから）
- 1月17日
  - 1:05〜2:55 ミッドナイトチャンネル 「ハイビジョン特集 阪神・淡路大震災10年〜まち・ひと 復興は今…」
  - 3:00〜3:44 ミッドナイトチャンネル 「にんげんドキュメント はるかのひまわり（阪神・淡路大震災 家族の10年）」
  - 4:30〜8:15 おはよう日本（番組中の5:46=震災発生時刻=の黙祷を含めた生中継）
  - 8:15〜8:30（再放送 12:45〜13:00） 連続テレビ小説・わかば（劇中に黙祷シーンを挿入）
  - 8:35〜11:30（中断時間あり） くらしを守るために〜阪神・淡路大震災からの問いかけ
  - 12:00〜12:25 NHKニュース（追悼集会の模様を生中継）
  - 12:25〜12:45 引き続き追悼集会の中継
  - 13:05〜16:00（中断時間あり） お元気ですか日本列島〜地震への備え（通常より1時間繰り上げて3時間に渡って防災上の注意点を探る）
  - 19:00〜19:30 NHKニュース7（震災記念日の1日をまとめるとともに、スマトラ島沖地震の被災地からのレポートを放送）
  - 19:30〜20:45 何があなたの命を守るのか
  - 21:00〜21:55 NHKスペシャル「阪神・淡路大震災から10年（3）〜家族・いのち受けついで」
  - 22:00〜22:55 NHKニュース10（全編神戸市街地からの中継）
  - 23:00〜24:00 震災の教訓を世界へ〜神戸からのメッセージ

ラジオ番組のプログラム
- 1月16日 23:10〜17日 5:00 ラジオ深夜便「阪神・淡路大震災から10年〜被災地に寄せるメッセージ」

映画監督・大森一樹らを招き、震災10年の諸問題について検証するスタジオトーク、また『かんさい土曜ほっとタイム』で放送された震災関連コーナーの再構成など。アンカーは佐藤誠大阪放送局アナウンサー。
- 1月17日 5:00〜16:00 神戸発 阪神・淡路大震災10年

全体を朝5〜9時の第1部、9〜12時の第2部、12〜16時の第3部に分けて、黙祷・追悼式の模様の生中継や震災被災者の心のケア、復興状況や今後の課題を探った。第1、2部のゲストはプロテニスの沢松奈生子選手。
- 1月17日 20:05ごろ〜21:55 震災10年 語り継ごう次の時代へ

スタジオゲストに経済評論家・内橋克人らを招き、震災10年アンケートの結果を基にこれからの復興作業で必要なテーマを検証した。

## 関連番組

### 総合テレビ
- 被災者の声・いま私たちにできること（2004年11月6〜7日、同21日、12月23日）
- 1月11日 『プロジェクトX〜挑戦者たち〜』（JR神戸線・六甲道駅復旧作業について）
- 1月12日 『その時歴史が動いた』（1858年に起きた安政の大地震で壊滅的な被害を受けた紀州広村の復興に全力を注いだ濱口梧陵の物語）
- 1月13、14日 『NHKスペシャル』新潟県中越地震関係の作品2編
  - 1月13日 「いつかまた故郷へ〜山古志村・村民たちの80日」
  - 1月14日 「むらは守れるか〜小千谷南部・豪雪地帯の冬」
- 1月15〜17日 『NHKスペシャル』阪神・淡路大震災10周年関連の作品3編。
  - 1月15日 「焼け跡のまちは、いま〜鷹取商店街 再生の記録」
  - 1月16、17日は上記参照
- 1月18〜20日 『スタジオパークからこんにちは』
  - この3日間はNHK神戸放送局に開設されたサテライトスタジオ「トア ステーション」からの公開生放送による「神戸ウィーク」とし、神戸に縁のある芸能人3人を迎えて黒田あゆみキャスターらと対談。後半の「暮らしの中のニュース解説」も震災関連をテーマにした内容となっている。
  - 1月18日 俳優・姜暢雄（神戸を舞台にした『わかば』にレギュラー出演）
  - 1月19日 女優・紫吹淳（元宝塚歌劇団所属）
  - 1月20日 プロテニス選手・沢松奈生子（神戸市出身 震災当時は全豪オープン出場）
- その他近畿地方向けの番組でも随時震災10年関連特番を実施。

### 教育テレビ
- 1月17〜20日 『福祉ネットワーク』
  - 1月17日 「その時盲・ろう者は」（震災当時の視覚・聴覚障害者の体験談）
  - 1月18日 「もう一つの家に集う」（神戸市長田区の老人ホーム「こまどりの家」について）
  - 1月19日 「地域のお茶の間をめざして」（新潟県中越地震の仮設住宅のグループ訪問で阪神・淡路大震災の教訓は生かされているかをレポート）
  - 1月20日 「討論“何が変わり、何が変わらなかったのか”」（震災から10年で復興したもの、また今後復興作業に必要なテーマについて有識者による対談）

また『視点・論点』でも1月17日から21日まで震災関連の話題を取り上げた。

### ラジオ第1放送
1月10日から『ラジオ深夜便』で「地震防災メモ」を放送。